# Nyctiphrynus yucatanicus
El chotacabras yucateco (Nyctiphrynus yucatanicus), también conocido como tapacamino yucateco, es una especie de ave caprimulgiforme de la familia Caprimulgidae. Su área de distribución incluye México, Guatemala y Belice. Su hábitat consiste de bosque seco subtropical y tropical y matorrales. No tiene subespecies reconocidas.